# A (elemento HTML)
A es una etiqueta del lenguaje HTML que representa un hiperenlace.

## Tipos de vínculos
Podemos diferenciar los vínculos por dos maneras:
- Vínculo relativo: contiene la ruta desde el archivo actual hasta el otro archivo, tan solo tendremos que decirle los pasos a seguir, por ejemplo .. sube un directorio a arriba.
- Vínculo absoluto: contiene la dirección completa, esta es una opción muy recomendada, pues evita muchos conflictos.

### Ejemplos
<a href="..">Subir página</a>
Subir página ← va a la portada de la Wikipedia
<a href="http://es.wikipedia.org/w/index.php">Subir página</a>
Subir página ←
va a la portada de la Wikipedia

## Marcadores
Podemos crear o vincular marcadores a nuestra página o bien ir al marcador de una página externa.
- Datos: Q8183147